# Kirsty Coventry
Kirsty Leigh Coventry (n. 16 septembrie 1983, Harare, Zimbabwe) este o fostă înotătoare din Zimbabwe care ocupă din martie 2025 funcția de președinte al Comitetului Internațional Olimpic.

## Cariera
Coventry ajunge în rândul sportivelor de talie mondială, în timpul antrenamentelor efectuate la "Auburn University" din SUA. La Jocurile Olimpice de vară din 2000, este prima înotătoare din Zimbabwe care ajunge în semifinale. La Jocurile Olimpice de vară din 2004 în Atena este singura concurentă care reprezintă Zimbabwe, ea câștigă 3 medalii: aur la proba de 200 m spate, argint la 100 m spate și bronz la 200 m mixt. Ea va câștiga încă o serie de maedlii în Montreal, dar cea mai mare performanță a ei este la data de 16 februarie 2008 doborârea recordului mondial la 200 m spate, deținut timp 16 ani de Krisztina Egerszegi.
Ea a devenit ministru al sportului în 2018. În 2025 a fost aleasă președinte al CIO, înlocuind-l pe Thomas Bach.